# Gudmund Skjeldal
Gudmund Skjeldal (* 4. September 1970 in Voss) ist ein ehemaliger norwegischer Skilangläufer.

## Werdegang
Skjeldal, der für den Bulken IL startete, lief im März 1991 in Oslo sein erstes von 15 Weltcupeinzelrennen, welches er auf dem achten Platz über 50 km klassisch beendete. Im folgenden Jahr gewann er das Kangaroo Hoppet. In der Saison 1992/93 kam er bei fünf Weltcupeinsätzen, zweimal unter die ersten Zehn. Dabei erreichte er in Oslo mit dem zweiten Platz über 50 km klassisch seine einzige Podestplatzierung im Weltcup und zum Saisonende mit dem 20. Platz im Gesamtweltcup sein bestes Gesamtergebnis. Sein letztes Weltcuprennen absolvierte er im Februar 1995 in Oslo, welches er auf dem 43. Platz über 50 km klassisch beendete.
Bei norwegischen Meisterschaften siegte er 1991 und 1997 mit der Staffel von Bulken IL. In den Jahren 1993, 1994 und 1996 errang er den zweiten Platz mit der Staffel und von 1991 bis 1993 dreimal in Folge den zweiten Platz in der Verfolgung. Sein Bruder ist der ehemalige Skilangläufer Kristen Skjeldal.

## Weltcup-Gesamtplatzierungen
| Saison  | Platz | Punkte |
| ------- | ----- | ------ |
| 1990/91 | 31.   | 8      |
| 1991/92 | 42.   | 5      |
| 1992/93 | 20.   | 130    |
| 1993/94 | 36.   | 61     |